# Klingsporn (Adelsgeschlecht)

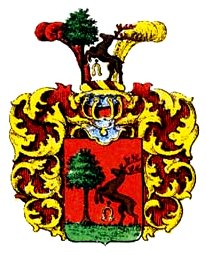
Wappen derer von Klingsporn

Klingsporn (auch Klingsporre, Klingspor oder Klingenspor) ist eine alte, teils adlige, deutsche und schwedische Familie, von der ein Zweig nach Kurland und Preußen kam.
Die Familien wurden in Schweden Klingspor und in Deutschland Klingsporn genannt.

## Geschichte

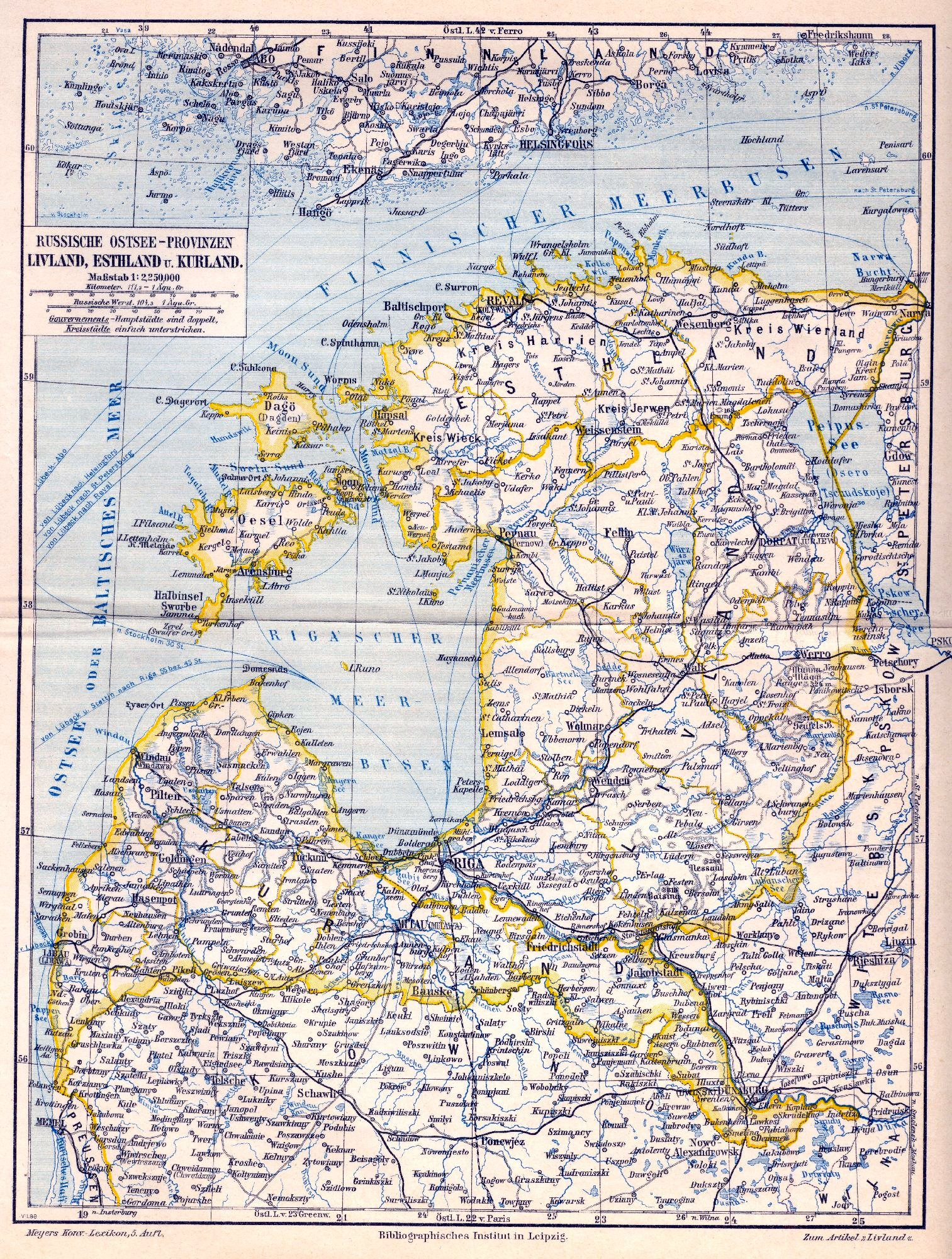
Karte von Livland (Riga), Esthland und Kurland

Klingsporn ist der Name einer alten adeligen Familie, der bereits im 13. Jahrhundert erwähnt wird. Um 1210 lebte der Ritter Johann von Klingsporn in Franken. Dessen Enkel Johan Hermann von Klingsporn ging 1226 mit dem Schwertbrüderorden (unter Hermann von Salza zur Missionierung des Landes) nach Livland, wo er in der Pfarrei Uexküll an der Düna, ca. 30 km südöstlich von Riga den Klingsporhof aus Stein erbaute, von dem heute nur noch das Fundament übrig geblieben ist. Er war in zweiter Ehe mit Margareta von Tiesenhausen verheiratet.
1376 wird der Name Eghard Klinckesporre genannt, er zog mit seiner Familie nach Polen und Preußen und lebte in Danzig.
Johann von Klingsporn, Enkel des Johan von Klingsporn, lebte um 1377 in Starost bei Witepski, war mit Anna, geb. von Thiesenhausen verheiratet. Dessen Sohn, Hermann von Klingsporn, auf Tulekoff, gehörte dem Deutschordens-Ritter an († 1410 zu Tannenberg in Preußen), war mit Anna, geb. von Liewen verheiratet.
Dessen Sohn, Stephan Hermanson von Klingsporn gehörte dem Deutschordens-Ritter an, war 1440 bis 1460 Kriegsoberst des Deutschen Ordens in Preußen und Herr auf Klingsporshof (Woislawa) und Sallewitza (Siliaa) in Livland. Er war mit Brigitta von Dönhoff verheiratet, in 2. Ehe mit Gödeke, geb. von Burhöwden.
Dessen Sohn, Georg von Klingsporn war mit Anna, geb. von Ungern-Sternberg verheiratet.
Dessen Sohn, Matthias von Klingsporn (* 1460, † 22. Aug. 1538) kam von Livland nach Polen und wurde 1507 polnischer Rath und Senator. Im selben Jahr wurde er vom Erzbischof von Riga mit fünf Haken in Uexküll und mit acht Haken an der Jaegel, neben dem Klingsporshof (dem späteren Pröbstingshof) im Kirchspiel Uexküll belehnt. Er war mit Margaretha von Berg zu Carmel verheiratet (Tochter von Johan Caspersson von Bergen und Anna Margareta von Dönhoff). Sie hatten zwei Söhne, Georg und Stephan von Klingsporn.
Georg von Klingsporn auf Klingsporshof (1540 – 1580) war mit Barbara, geb. von Osthoff, genannt von Mengden verheiratet. (Sie sind die Stammeltern der preußischen Linie dieses Geschlechts, siehe deutsche Linie.)
Stephan von Klingsporn (* 1520, † 1568) war mit Margaret Zoege von Manteuffel (* 1522) verheiratet, war Statthalter des Deutschen Ordens auf Ambotten in Livland.
Dessen Sohn, Johan von Klingsporn (* 1542) auf Bandemirshof, war mit Elisabeth Wunder aus Nermis verheiratet, er ging 1563 nach Schweden ("Vater des schwedischen Zweiges", siehe schwedische Linie).
Sie hatten zwei Kinder, Johann David (* 1578 in Livland, † August 1636) und Dorothea (* ca. 1575).
Johann David von Klingsporn war mit Margaretha, geb. von Buddenbrock (* 1587, † 1630) verheiratet, Tochter von John Caspersson von Buddenbrock und Margaret Elizabeth von Rosen zu Senorm. Er verkaufte um 1600 den Klingsporshof und einen Teil der anderen Güter in Uexküll, nachdem die Stände der Familie die Güter seit über 350 Jahren hatten.
Sie hatten zwei Söhne, Johan Gustaf (* 4. Januar 1605 in Stockholm, † 1636) und Stephan III. (* 26. August 1611 im Ekolsund Schloss in Enköping, † 4. Mai 1676), die beide in Schweden geboren wurden (siehe schwedische Linie).
Dorothea von Klingsporn war mit dem Kammerherrn und Rittmeister Ernst von Bondemir (auch „Bandemir“ geschrieben) (* ca. 1570) verheiratet, Erbherr von Neermis in Polnisch-Livland. Er übernahm diesen Teil der Güter von seinen Schwägern durch Erbkauf, der dann Bandemershof genannt wurde. 1604 verpfändete er einen Teil des Gutes an den rigaschen Bürger Heinrich Pröbsting für 1300 polnische Gulden. Dieser Teil des Gutes hieß seitdem Pröbstingshof. 1625 erwarb der 20-jährige Kapitän Hans Klingsporn einen Teil des Gutes, den Pröbstingshof für die Familie zurück. Der Hof lag im Wald südlich der kleinen Jagel zwischen Oger und Duna. Zum Gut gehörten 17 große Gesinde und eine Mühle. Im Osten grenzte der Anrepshof an das Gut, im Süd-Osten die Flächen des Ringmundshofes.

### Die schwedische Linie Klingspor
Mehrere Mitglieder der schwedischen Linie Klingspor wurden während des Dreißigjährigen Krieges (1618–1648) und später in die Adelsklasse des schwedischen Ritterstandes erhoben. Hierzu zählen die beiden Söhne von Johann David von K., Johan Gustav von Klingspor und Stephan III. von Klingspor.
Johan Gustaf von Klingspor diente als Major im schwedischen Heer unter Feldmarschall Johan Banér. Am 7. Sept. 1636 wurde er in Dömitz, Mecklenburg durch einen Halsdurchschuss tödlich verletzt. Er war seit 1633 mit Anna Pedersdotter von Stiernfelt (* 1. Mai 1610, † 16. Juli 1678) verheiratet. Sie hatten zwei Töchter.
Stephan III. von Klingspor erhielt 1633 die Naturalisation als schwedischer Edelmann und wurde zum Rittmeister benannt, später schwedischer Generalmajor. 1639 heiratete er Sofia von Chemnitz (* 1611, † 1679), Tochter von Paul Chemnitz, Domherr in der Stiftskirche St. Blasius in Braunschweig, dessen Vater Martin Chemnitz (lutherischer Theologe und Reformator) war. Sie hatten 5 Kinder.
Die Schweden besetzen 1630 unter König Gustav II. Adolf Teile von Pommern, das Schwedisch-Pommern genannt wurde und herrschen dort bis 1815.
Weitere in den schwedischen Ritterstand erhobene Personen sind Christian Fredrik Klingspor (25. Oktober 1771, Urenkel des Stephan III.), dessen Sohn, Wilhelm Mauritz Freiherr von Klingspor (16. Nov. 1799) und dessen Sohn, Gustav Freiherr von Klingspor.
Wilhelm Mauritz Freiherr von Klingspor (* 7. Dez. 1744) wurde 1788 Generalkommissar der schwedischen Armee und 1799 Mitglied des königlichen Rats und Präsident des Kriegskollegiums. Als Feldmarschall führte er 1808 die Armee in Finnland gegen die russischen Truppen. Er siegte bei Sikajoki und Rowolar, eroberte Bothnien und Karelien, bis ihn die Übermacht des russischen Heers unter dem Kommandeur Barclay de Tolly zum Rückzug zwang.
Am 13. März 1809 kam es in Stockholm zu einer Verschwörung gegen den König Gustav IV. Adolf, der sich weigerte, die sinnlosen Kämpfe gegen Norwegen und Russland zu beenden, welche dem Land bereits zwei wesentliche Provinzen, Pommern und Finnland, gekostet hatten. Feldmarschall von Klingsporn und General Adlerkreuz, der das zweite schwedische Heer gegen Norwegen führte, schlossen sich dem Aufstand an, der zur Verhaftung und Absetzung des Königs führte.
Carl Arvid von Klingspor (* 30. März 1829), ein Nachkomme in der 7. Generation von Klingspor, er war bis 1881 im schwedischen Militärdienst, danach Autor und Herausgeber mehrerer genealogischer Bücher, insbesondere das Baltische Wappenbuch (Stockholm, 1882). Es enthält die Wappen der Ritterschaften von Livland, Estland, Kurland und Oesel zugehöriger Adelsgeschlechter.
(Der Stammbaum der schwedischen Familie Klingspor ist in aufgezeigt.)

### Die preußische Linie Klingsporn
Johann (Gustav) von Klingsporn (* 1605, † 1685), Erbherr auf Groß- und Klein Blaustein (Erbherr auf Blankenstein), nördlich von Rastenburg, wurde am 18. Mai 1655 von Kurfürst Friedrich Wilhelm zu Brandenburg zum Oberst der Infanterie und Regimentskommandeur des Regiments zu Fuß von Klingsporn bestellt. (Die meisten Regimenter der preußischen Armee führten den Namen des Chefs.) Er nahm an der Schlacht bei Warschau teil, als die Brandenburger an der Seite der Schweden gegen die Polen Krieg führten, der im Jahr 1655 ausbrach (diese Aussage in wird in angezweifelt). 1655 heiratete er Margarethe, geborene von Lehndorff(Vater: Meinhard von Lehndorff, * 1590, † 1639, Oberstleutnant und preußischer Landrat von Rastenburg). Johann von Klingsporn regierte 23 Jahre als Landesobrist, starb im Jahr 1685 und hinterließ eine zahlreiche Familie.
Cramer zeichnet in "Die Familie Klingsporn: ein Gemälde des Jahrhunderts" die Lebensumstände der Familie des Marschalls Johann (Hans) von Klingsporn, seinen sechs Söhnen, Theodor (Geheimrat des Königs), Felix (Kommerzienrat), Tantalus, Alexander (Offizier), Heinrich (Jäger Rimrod) und Julius Friedrich (Junker Fritz) sowie den Zwillingstöchtern Anna Katharina (Flora) und Ursula (Auguste) auf. Die Mutter überlebte die Geburt der Zwillinge nur wenige Stunden. Die Familie hatte eine enge und wechselseitige Verbindung zum preußischen König. Durch schuldhaftes Verhalten gegenüber der untertänigen Bevölkerung und hohe Schulden (wegen der Finanzierung des stehenden Heeres) wurden der Familie sämtliche Besitztümer entzogen.
Die preußischen Vasallenlisten führen vier Offiziere des Namens von Klingsporn:
- Friedrich Wilhelm von Klingsporn (* 1726, † 1785), Major im G-R Nr. 2 in Preußisch Eylau, er heiratete 1764 die Freundin des Philosophen Kant und hatte mit ihr in 11 Jahren 4 Kinder;
- Rudolf Caspar von Klingsporn (* 1733 in Preußen geboren, Bruder von Friedrich Wilhelm), 1747 in die Armee eingetreten, 1776 zum Major befördert und stand dem vierten Grenadier-Bataillon in Königsberg vor, beide Brüder besaßen das Gut Bilshöfen.
- Hans Friedrich von Klingsporn (* 1723), Major bei Anhalt, der 1785 auf Silzkeim saß. 1788 wurde er von König Friedrich Wilhelm II. zum Kammerherrn ernannt.[38]
- Julius Rudolph von Klingsporn († nach 1794) aus dem Hause Blaustein in Preußen (Sohn von Friedrich Carl Johann von Klingsporn), trat 1750 in den Militärdienst ein, wurde am 11. April 1780 zum Major und 1786 zum Oberst und Kommandeur des Regiments von Götzen in Glatz ernannt.[17][31][32]

Christoph Friedrich von Klingsporn (* 1723, † 1785), der Zwillingsbruder des Hans Friedrich von Klingsporn diente 36 Jahre als preußischer Offizier im Regiment Alt-Stutterheim, zuletzt als Major, ging 1771 aufgrund von Kriegsverletzungen in den Ruhestand auf dem Gut Baumgarten im Kreis Rastenburg. Er war mit Maria Louise, geb. von Queiss, verheiratet, die am 20. September 1828 in Danzig im Alter von 83 Jahren starb. Sie hatten zwei Söhne:
Johann Julius Friedrich (* 1766) und Carl Wilhelm Otto Christoph (* 1776).
Marie Louise von Klingsporn und ihre beiden Söhne wurden am 5. Juni 1798 in den Grafenstand erhoben. Die Güter Baumgarten und Marienwalde im Kreis Rastenburg waren noch 1820 in der Hand der Familie.
Johann Julius Friedrich von Klingsporn (* 1766, † 1842), Erbherr auf Baumgarten wurde vom Kaiser 1790 zu Ritter geschlagen und bekam 1792 vom König Friedrich Wilhelm II. mit dem Reichsvikariatsdiplom Reichswürde.
Carl Wilhelm Otto Christoph von Klingsporn (* 31. Oktober 1776 auf Gut Baumgarten, † 18. August 1842 in Danzig) ging im 14. Lebensjahr auf die Akademie in Königsberg, wo er 1796 sein Examen unter der Prüfung der Professoren Kant, Schmalz machte. 1797 war er Referendar in der Kammer-Justizdeputation. 1802 heiratete er eine von der Goltz (* ca. 1784). 1808 war er Regierungsrat in Marienwerder, 1813 Kriegskommissar beim Blockadekorps in Glogau, 1816 Beamter der Regierung in Merseburg, Rath bei der Regierung in Danzig und Stadtgerichtsdirektor in Danzig. 1816 wurde er zum Ritter des Johanniterordens geschlagen.
Als letzter männlicher Vertreter der gräflichen Familie (Standort Königsberg) starb er am 18. August 1842. Er hinterließ eine Tochter, Comtesse Louise von Klingsporn, welche mit Julius Caesar Gerhard von Zeromski auf dem Rittergut Jerskewitz in Westpreussen vermählt war.
Zwei Freiherren von Klingsporn standen noch 1843 als Leutnants in der königlich preußischen Reiterei, den Husaren und im Füsilier-Regiment.

## Wappen

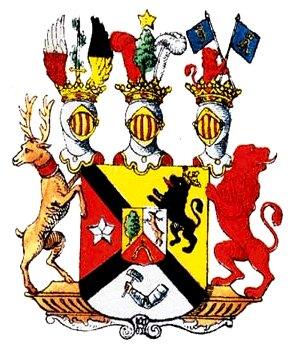
Gemehrtes Wappen der Klingsporn

Die Grafen der preußischen Linie von Klingsporn führten im Wappen ein Schild, welches von einem schwarzen Balken von der oberen rechten zur untern linken Ecke durchzogen wird. Im oberen goldenen Feld befindet sich ein aufspringender Löwe. Das untere Feld wird in ein blaues und ein rotes Dreieck geteilt. Im roten Feld ist ein silberner Stern und im hellblauen ein Arm, der einen Hammer hält, abgebildet. Ein Herzschild liegt auf dem Hauptschild, das in drei Felder geteilt ist. Im rechten goldenen Feld steht ein entwurzelter grüner Baum, im linken silbernen Feld ein aufspringender Hirsch natürlicher Farbe, und im unteren roten Teil ist ein silberner Sporn dargestellt. Drei gekrönte Helme bedecken das Haupt-Schild. Der mittlere trägt zwei Sensenklingen, zwischen denen der Sporn und darüber ein Stern angebracht sind. Die Seitenhelme tragen den preußischen schwarzen Adler. Das Laubwerk und die Decken sind rot und schwarz.
(Das rechts angegebene ungenaue Wappen ist vom schwedischen Bruder des Johann von Klingsporn – mit Namen Stephan III. von Klingspor, der ebenfalls 1633 in den schwedischen Ritterstand erhoben wurde, es fehlen die Sensenklingen und die preußischen Adler auf den Seitenhelmen sowie das Laubwerk und die Decken.)
Weitere Wappenbeschreibungen der schwedischen und preußischen Linien von Klingsporn aus den Jahren 1971, 1788, 1798 und 1799 sind im Adelslexikon enthalten.

## Angehörige
- Johann von Klingsporn (* 1605, † 1685), kurbrandenburgischer Oberst und Regimentskommandeur
- Julius Rudolph von Klingsporn († nach 1794), preußischer und Regimentskommandeur
- Carl Arvid von Klingspor (* 1829, † 1903), schwedischer Offizier und Reichsheraldiker
- Johann Julius Friedrich von Klingsporn (* 1766, † 1842), 1792 Reichsgraf
- Carl Wilhelm Otto von Klingsporn (* 1776, † 1842), Richter und Regierungsrat in Danzig